# 达来苏木
达来苏木是中华人民共和国内蒙古自治区锡林郭勒盟苏尼特左旗下辖的一个苏木。
2012年1月20日，内蒙古自治区人民政府批复同意从巴彦乌拉苏木划出部分区域，设置达来苏木，辖巴颜额尔敦、新阿米都日勒、额尔敦敖包、巴彦宝拉格、巴彦宝力道5个嘎查，驻高勒音哈夏图。

## 行政区划
达来苏木下辖以下村级行政区划单位：
呼格吉勒图嘎查、额尔敦敖包嘎查、新阿米都日勒嘎查、巴彦额尔敦嘎查和巴彦宝力道嘎查。